# Elimäki
Elimäki là một đô thị của Phần Lan.
Đô thị này nằm ở tỉnh Nam Hà Lan trong vùng Kymenlaakso. Đô thị này có dân số 8,562 và diện tích 391.74 km² trong đó có 8.73 km² là diện tích mặt nước. Mật độ dân số là 22.5 người trên mỗi km².
Dân đô thị này chỉ sử dụng tiếng Phần Lan
Vào năm 2009, 6 đô thị Kouvola, Kuusankoski, Elimäki, Anjalankoski, Valkeala và Jaala sẽ được sáp nhập để tạo thành đô thị mới Kouvola với 80.000 dân, là thành phố lớn thứ 10 ở Phần Lan.
Bản mẫu:Kymenlaakso